# (510) Мабелла
(510) Мабелла (англ. Mabella) — астероид главного пояса, который принадлежит к спектральному классу P. Он был открыт 28 апреля 1903 года американским астрономом Раймондом Смитом Дуганом в обсерватории Хайдельберг-Кёнигштуль. Назван в честь Мабель Лумис Тодд, супруги американского астронома Дэвида Пека Тодда.